# Telemofila pecki
Telemofila pecki är en spindelart som först beskrevs av Brignoli 1980.  Telemofila pecki ingår i släktet Telemofila och familjen Telemidae.
Artens utbredningsområde är Nya Kaledonien. Inga underarter finns listade i Catalogue of Life.